# Pseudocedrela kotschyi
Pseudocedrela kotschyi är en tvåhjärtbladig växtart som först beskrevs av Georg August Schweinfurth, och fick sitt nu gällande namn av Hermann August Theodor Harms. Pseudocedrela kotschyi ingår i släktet Pseudocedrela och familjen Meliaceae. Inga underarter finns listade i Catalogue of Life.